# Pytony
Pytony (Pythonidae) – rodzina węży z kladu Alethinophidia. Tradycyjnie klasyfikowane jako podrodzina dusicieli; z analiz filogenetycznych wykorzystujących dane molekularne nie wynika jednak jednoznacznie, że podrodziny Boinae i Erycinae są bliżej spokrewnione z pytonami niż z wężami z kladu Caenophidia (m.in. połozowatymi, zdradnicowatymi i żmijowatymi). Analiza filogenetyczna przeprowadzona przez Pyrona, Burbrinka i Wiensa (2013) wykazała, że dusiciele i pytony są bliżej spokrewnione ze sobą nawzajem niż z Caenophidia; jednocześnie jednak z analizy tej wynika, że pytony i dusiciele nie tworzą kladu, do którego nie należałyby także tarczogonowate, tęczowcowate, rodziny Anomochilidae i Cylindrophiidae oraz rodzina/podrodzina Loxocemidae/Loxoceminae. Tym samym istnieje ryzyko, że włączenie pytonów do rodziny dusicieli uczyniłoby tę rodzinę parafiletyczną; stąd też obecnie pytony częściej są klasyfikowane jako odrębna rodzina. Analizy filogenetyczne sugerują szczególnie bliskie pokrewieństwo pytonów z rodzinami tęczowcowatych i Loxocemidae.
Pytony (z wyjątkiem gatunków z rodzaju Aspidites) mają receptory wrażliwe na podczerwień w rowkach na górnej wardze pod nozdrzami, które pozwalają im wykrywać promieniowanie cieplne; to pomaga im zlokalizować pobliską zdobycz, zwłaszcza ciepłokrwiste ssaki. Tradycyjnie uznawane za niejadowite; badania Frya i współpracowników (2005) wykazały, że wszystkie węże, w tym pytony, pochodzą od przodka zdolnego do wytwarzania jadu. Późniejsze badania Frya i współpracowników (2013) dowiodły też, że pytony wytwarzają niewielkie ilości toksyn obecnych także w jadzie węży z kladu Caenophidia. W odróżnieniu od dusicieli pytony są jajorodne.
Przedstawiciele rodziny żyją w Afryce, Azji i Australii. 
Według The Reptile Database, obecnie (2025) rodzina liczy 38 gatunków zgrupowanych w 11 rodzajach:
- Antaresia Wells & Wellington, 1984
- Apodora Kluge, 1993 – jedynym przedstawicielem jest Apodora papuana (Peters & Doria, 1878)
- Aspidites Peters, 1877
- Bothrochilus Fitzinger, 1843 – jedynym przedstawicielem jest Bothrochilus boa (Schlegel, 1837) – pyton obrączkowy
- Leiopython Hubrecht, 1879
- Liasis Gray, 1842
- Malayopython Reynolds, Niemiller & Revell, 2014
- Morelia Gray, 1842
- Nyctophilopython Wells & Wellington, 1985 – jedynym przedstawicielem jest Nyctophilopython oenpelliensis (Gow, 1977)
- Python Daudin, 1803
- Simalia Gray, 1849